# Еманюел Пагано
Еманюел Пагано (на френски: Emmanuelle Pagano) е френска писателка на произведения в жанра драма. Писала е и под псевдонима Ема Шаак (Emma Schaak).

## Биография и творчество
Еманюел Пагано е родена на 15 септември 1969 г. в Родез, Аверон, Франция. Опитва да пише още от юношеска възраст.
Следва пластично изкуство и получава магистърска степен по кинематография в Париж. Следва история и цивилизация като специализира в областта на историята на кинематографията, са което получава също магистърска степен. От 1997 г. работи като преподавателка по пластично изкуство. Редовно си сътрудничи с творци, работещи в дисциплини като танц, кино, фотография, илюстрация, изобразително изкуство и музика.
Прави писателският си дебют през 2002 г. с новелата „Pour être chez moi“ (За да бъда у дома) под псевдонима Ема Шаак. Първият ѝ роман „Pas devant les gens“ (Не пред хората) е издаден под нейното име през 2004 г. Той е преработка на ръкопис от юношеските ѝ години.
Става известна с романите си „Le Tiroir à cheveux“ (Чекмеджето за коса) от 2005 г. и „Юношите от пещерата“ от 2007 г. издадени от престижното издателство за съвременна литература „П.О.Л“. За романа си „Юношите от пещерата“ получава наградата за литература на Европейския съюз за 2009 г. В периода април 2013 – септември 2014 г. преподава във Вила Медичи (Френската академия в Рим).
Следващите ѝ известни произведения стават романите „Les Mains gamines“ (Ръце момчешки) и „L'Absence d'oiseaux d'eau“ (Отсъствието на водни птици), и сборника „С голи ръце лисица“.
Главните теми в творчеството ѝ са екстремните състояния на тялото – инвалидност, сексуалност, бременност, и природата, която е в постоянна взаимосвързаност с хората. Произведенията ѝ са наситени с автобиографичните елементи, с темата за труднопостижимата хармония със себе си и другите.
Еманюел Пагано живее със семейството си в Ардеш.

## Произведения
Самостоятелни романи
- Pas devant les gens (2004)
- Le Tiroir à cheveux (2005) – награда на Френскоговорещата швейцарска телевизия
- Les Adolescents troglodytes (2007) – награда за литература на ЕС
Юношите от пещерата, изд.: ИК „Ерго“, София (2012), прев. Юлиан Жилиев
- Les Mains gamines (2008) – награда „Веплер“ и литературна награда на Рона-Алпи
- L'Absence d'oiseaux d'eau (2010)
- Nouons-nous (2013)

### Серия „На брега“ (Des rives)
1. Lignes & Fils (2015)
2. Sauf riverains (2017) – награда за екология
3. Serez-vous des nôtres? (2018)

### Новели и разкази
- Pour être chez moi (2002) – като Ема Шаак
- Le Guide automatique (2008)
- La Décommande (2011)
- Le Travail de mourir (2013)
- En cheveux (2014)
- Ligne 12 (2014)

### Сборници
- Un renard à mains nues (2012)
С голи ръце лисица, изд.: ИК „Ерго“, София (2017), прев. Нина Венова

### Екранизации
- 2020 Si le vent tombe – съавтор